# 里弗鎮區 (阿肯色州格蘭特縣)
里弗鎮區（英語：River Township）是位於美國阿肯色州格蘭特縣的一個行政鎮區。

## 地方資料
里弗鎮區的面積為60.92平方千米，當中陸地面積為60.77平方千米，而水域面積為0.15平方千米。根據2010年美國人口普查的數據，當地共有人口1223人，而人口密度為每平方千米20.08人。